# Mauks Ernő
Farkasfalvi Mauks Ernő (Tiba, 1877. június 8. – Szikszó, 1953. február 3.) magyar író, költő, publicista, tanfelügyelő.

## Családja
A magyar nemes farkasfalvi Mauks család sarja. A család 1635-ben nyert címeres levelet II. Ferdinánd magyar királytól. Apja farkasfalvi Mauks László honvéd huszárőrnagy, anyja vágújhelyi Hrabéczy Hermina. Nagyanyja révén a Berzeviczy család leszármazottja, dédanyjának testvére a híres mecénás Jankovich Miklós. Felesége Maszarovics Szidónia volt, akivel 1908-ban kötött házasságot Miskolcon.

## Élete
1877-ben született Tibán. 1896-tól 1900-ig bölcsészhallgató volt Budapesten de doktorátust csak 1905-ben szerzett Kolozsváron. 1903-ban tollnokká nevezték ki a Szegeden székelő Csongrád vármegyei királyi tanfelügyelőséghez. Később Nyitrára majd Pozsonyba helyezték át ahol 1908-ban segéd tanfelügyelővé léptették elő. 1911-ben Eperjesre helyezték ahonnan a cseh megszállás elől menekülnie kellett. 1924-ben Szikszón tanfelügyelővé nevezték ki majd Abaúj-Torna vármegye tanfelügyelőségének vezetője lett. Versei, cikkei és tárcái többek közt a Szegedi Naplóban, a Bolond Istókban, a Pesti Hírlapban és a Pesti Naplóban jelentek meg. Halálát szívizomelfajulás okozta.
Holics Eugéniával folytatott kapcsolata során ismerte meg Móricz Zsigmondot, akivel baráti kapcsolatot ápolt.

## Munkái
- Ungmegye múltjából. Adalékok a vármegye középkori történetéhez, feltüntetve a Nagymihályi család történetének keretében, Szeged, 1905
- Abaúj-Torna vármegye panaszirata a határmegállapító bizottsághoz, Szikszó, 1921 (Többek közreműködésével)
- Estei Beatrice, Légrády Testvérek, Bp., 1922
- Fogoly oroszlánok és egyéb állatmesék, Miskolc, 1929
- Sas és pillangó és egyéb állatmesék, Pécs, 1931
- Állatmesék, Singer és Wolfner Irodalmi Intézet Rt., Bp., 1932 (Az én újságom könyvei sorozat részeként Mühlbeck Károly rajzaival)
- A vén kuvasz emlékei és egyéb állatmesék, Szerencs, 1937
- Vér, szerelem, bíbor, Esterházy-Griff, Bp., 1944